# Comité national olympique saint-marinais
Le Comité olympique national saint-marinais (en italien : Comitato Olimpico Nazionale Sammarinese) est le représentant de la République de Saint-Marin au Comité international olympique (CIO) ainsi que le fédérateur des fédérations sportives saint-marinaises. Il appartient aux Comités olympiques européens.
Le comité est fondé en 1959 et reconnu par le Comité international olympique la même année. 